# Richenza von Northeim

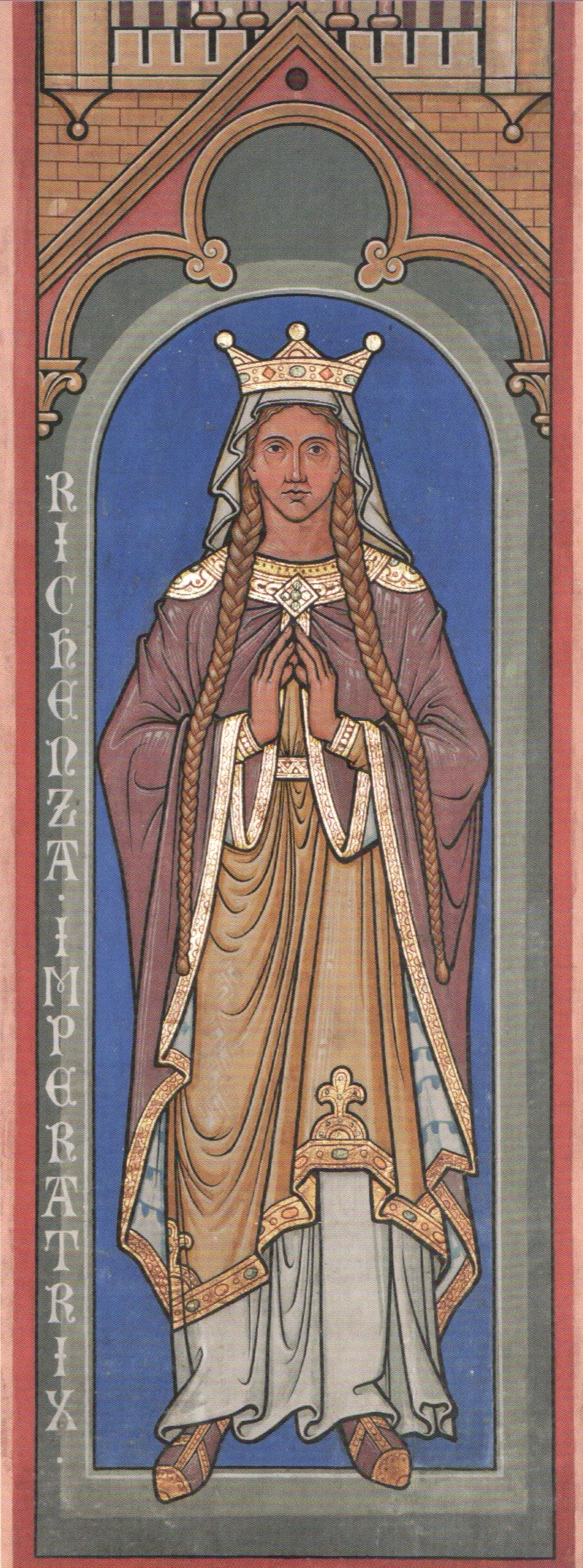
Richenza von Northeim, Wandgemälde (um 1890) im Kaiserdom Königslutter

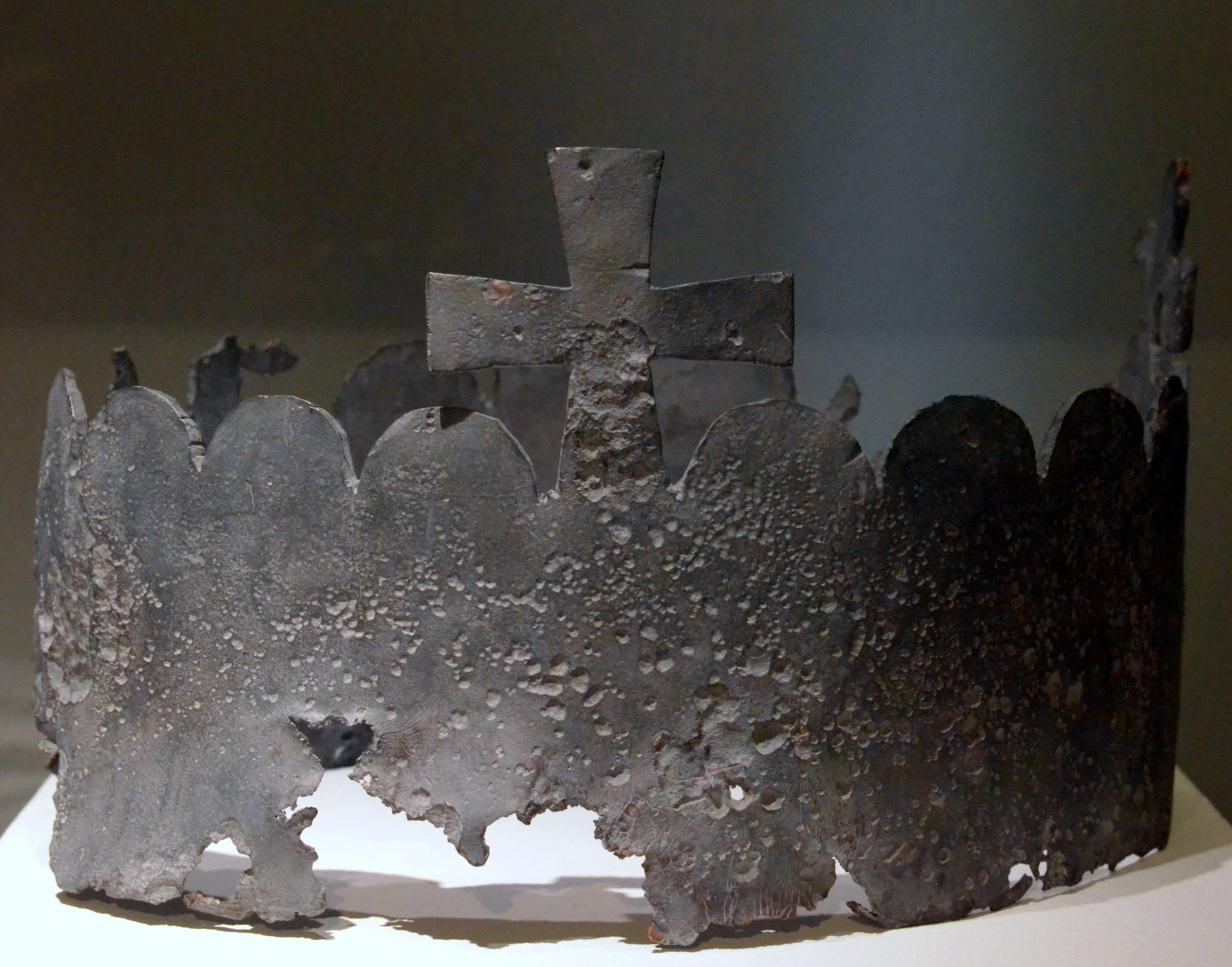
Grabkrone Richenzas (Material: Blei). Heute im Braunschweigischen Landesmuseum.

Richenza von Northeim (* um 1087-89; † 10. Juni 1141) aus der Familie der Northeimer Grafen war Herzogin in Sachsen (seit 1106), Königin (seit 1125) und Kaiserin (seit 1133).

## Leben
Richenza war die Tochter Graf Heinrichs des Fetten von Northeim († 1101) und der Brunonin Gertrud der Jüngeren von Braunschweig.
Sie heiratete im Jahr 1100 Lothar von Süpplingenburg, Herzog von Sachsen und späterer Kaiser. An der Herrschaft ihres Mannes nahm sie tätigen Anteil. Dies zeigt sich unter anderem an ihrer Tätigkeit während des Papstschismas von 1130 und ihrer Vermittlung der Beilegung des Konfliktes mit den Staufern Konrad III. und Friedrich von Schwaben. Eine bedeutende Rolle nahm Richenza auch bei der Urkundenvergabe ihres Mannes ein.
Ihre 1115 geborene Tochter Gertrud von Süpplingenburg heiratete Herzog Heinrich den Stolzen von Bayern († 1139), womit das brunonische und Northeimer Erbe an die Welfen überging. Im Kampf gegen den vom König zum Herzog von Sachsen eingesetzten Askanier Albrecht den Bären sicherte sie die Ansprüche ihres Enkels Heinrich des Löwen auf Sachsen.
Sie wurde neben ihrem 1137 verstorbenen Gatten und ihrem Schwiegersohn Heinrich dem Stolzen im Dom zu Königslutter bestattet. Zur Grabausstattung gehörte eine einfach gearbeitete und erhalten gebliebene Grabkrone.
Richenza zu Ehren trug das ehemalige Mädchengymnasium ihrer Heimatstadt Northeim bis in die 1970er Jahre ihren Namen. Das Gebäude ist heute Teil des Gymnasiums Corvinianum.